# Vărzărești
Vărzărești es una comuna y pueblo de la República de Moldavia ubicada en el distrito de Nisporeni.
En 2004 tiene 6344 habitantes, de los cuales 4916 habitantes viven en el propio pueblo de Vărzărești y 1428 habitantes en la pedanía de Șendreni. Vărzărești es la segunda localidad más poblada del distrito tras la capital Nisporeni.
Se conoce su existencia desde el siglo XV. La comuna es famosa por albergar uno de los monasterios más importantes del país.
Se sitúa en la periferia septentrional de Nisporeni.